# Attus comptus
Attus comptus är en spindelart som beskrevs av Bösenberg, Lenz 1894 [1895. Attus comptus ingår i släktet Attus och familjen hoppspindlar. Inga underarter finns listade.